# スティング・アット・ザ・ムーヴィーズ
『スティング・アット・ザ・ムーヴィーズ』（Sting at the Movies）は、1997年に日本限定でリリースされたスティングのベスト・アルバム。発売元はA&Mレコード。2005年に収録内容を改訂してリリースした『マイ・ファニー・ヴァレンタイン-アット・ザ・ムーヴィーズ』についても本稿で解説する。

## 概要
タイトルの通り主題歌や挿入歌として映画で使用された曲だけを集めた日本独自企画盤。2005年には収録曲のいくつかを差し替えた『マイ・ファニー・ヴァレンタイン-アット・ザ・ムーヴィーズ』が新たにリリースされた。

## 収録曲
| #   | タイトル                                       | 作詞 | 作曲・編曲 |
| --- | ---------------------------------------------- | ---- | ---------- |
| 1.  | 「ドゥ・ドゥ・ドゥ・デ・ダ・ダ・ダ」           |      |            |
| 2.  | 「君に夢中」                                   |      |            |
| 3.  | 「ニード・ユア・ラヴ・ソー・バッド」           |      |            |
| 4.  | 「イングリッシュマン・イン・ニューヨーク」     |      |            |
| 5.  | 「サムワン・トゥ・ウォッチ・オーヴァー・ミー」 |      |            |
| 6.  | 「デモリション・マン」                         |      |            |
| 7.  | 「シェイプ・オブ・マイ・ハート」               |      |            |
| 8.  | 「オール・フォー・ラヴ」                       |      |            |
| 9.  | 「シークレット・マリッジ」                     |      |            |
| 10. | 「ディス・カウボーイ・ソング」                 |      |            |
| 11. | 「イッツ・プロバブリー・ミー」                 |      |            |
| 12. | 「エンジェル・アイズ」                         |      |            |
| 13. | 「ムーンライト」                               |      |            |
| 14. | 「マイ・ワン・アンド・オンリー・ラヴ」         |      |            |
| 15. | 「フラジャイル」                               |      |            |
| 16. | 「マーダー・バイ・ナンバーズ」                 |      |            |
| 17. | 「ヴァルパライゾ」                             |      |            |

| #   | タイトル                                       | 作詞 | 作曲・編曲 |
| --- | ---------------------------------------------- | ---- | ---------- |
| 1.  | 「マイ・ファニー・ヴァレンタイン」             |      |            |
| 2.  | 「イングリッシュマン・イン・ニューヨーク」     |      |            |
| 3.  | 「シェイプ・オブ・マイ・ハート」               |      |            |
| 4.  | 「風のささやき」                               |      |            |
| 5.  | 「マイ・ファニー・フレンド・アンド・ミー」     |      |            |
| 6.  | 「ザ・マイティー(リミックス・ヴァージョン)」   |      |            |
| 7.  | 「アンティル…」                                |      |            |
| 8.  | 「オール・フォー・ラヴ」                       |      |            |
| 9.  | 「シークレット・マリッジ」                     |      |            |
| 10. | 「サムワン・トゥ・ウォッチ・オーヴァー・ミー」 |      |            |
| 11. | 「イッツ・プロバブリー・ミー」                 |      |            |
| 12. | 「エンジェル・アイズ」                         |      |            |
| 13. | 「ムーンライト」                               |      |            |
| 14. | 「マイ・ワン・アンド・オンリー・ラヴ」         |      |            |
| 15. | 「フラジャイル」                               |      |            |
| 16. | 「マーダー・バイ・ナンバーズ」                 |      |            |
| 17. | 「ヴァルパライゾ」                             |      |            |
| 18. | 「デモリション・マン」                         |      |            |

## タイアップ
| 楽曲                                       | タイアップ                         |
| ------------------------------------------ | ---------------------------------- |
| サムワン・トゥ・ウォッチ・オーヴァー・ミー | 『誰かに見られてる』               |
| デモリッション・マン                       | 『デモリションマン』               |
| シェイプ・オブ・マイ・ハート               | 『レオン』『スリー・オブ・ハーツ』 |
| オール・フォー・ラヴ                       | 『三銃士』                         |
| シークレット・マリッジ                     | 『フォー・ウェディング』           |
| イッツ・プロバブリー・ミー                 | 『リーサル・ウェポン3』            |
| エンジェル・アイズ                         | 『リービング・ラスベガス』         |
| ヴァルパライゾ                             | 『白い嵐』                         |
| マイ・ファニー・ヴァレンタイン             | 『阿修羅城の瞳』                   |
| 風のささやき                               | 『トーマス・クラウン・アフェアー』 |
| ザ・マイティー                             | 『マイ・フレンド・メモリー』       |
| アンティル…                                | 『ニューヨークの恋人』             |